# Maneadero
Maneadero, oficialmente llamada Rodolfo Sánchez Taboada, es un poblado en el estado de Baja California, México, delegación en el municipio de Ensenada. Se encuentra a ocho kilómetros de la ciudad de Ensenada, y se dedica principalmente a la actividad agrícola. Forma parte de la Zona Metropolitana de Ensenada.

## Historia
Cuando fue la Reforma Agraria en México, el gobierno de ese entonces se vio en una repartición de tierras, y fue así que estas tierras se vieron propicias para el cultivo.
Ésta fue la razón por la cual varios ensenadenses, entre ellos el terrateniente José Campos o simplemente Don Bubus como era llamado por sus trabajadores, personaje conocido y querido de la ciudad, se hicieron de varios terrenos, y tuvieron que llevar personas del interior de la república para que se dedicaran al trabajo del campo, en lo que antes era el Territorio Norte de la Baja California.
Fue así como después José Campos decide adentrarse en el negocio de la ganadería, y compra varios animales en la ciudad de Tijuana, esto se hace para poder atender a la creciente demanda de carne en la ciudad, tiempo después muchos otros ejidatarios, incursionan en actividades Ganaderas, y como era el lugar donde maneaban es decir arreaban animales, de ahí viene la palabra del Maneadero que el mote con el que popularmente se le conoce.
Como dato curioso, el día que se le cambió el nombre por el del Ejido Sánchez Taboada, la carta que acredita el nuevo nombre, dice "Firmada en Maneadero B.C."

## Geografía
La delegación de Maneadero tiene una superficie aproximada de 569.5 kilómetros cuadrados. Al norte limita con la ciudad de Ensenada; al noreste, este y sureste con la delegación real del castillo; al sur y suroeste con la delegación de Santo Tomás; al suroeste, oeste y noroeste con el océano Pacífico.
| Noroeste: océano Pacífico               | Norte: Ensenada  | Nordeste: Real del Castillo |
| Oeste: océano Pacífico                  |                  | Este: Real del Castillo     |
| Suroeste: océano Pacífico / Santo Tomás | Sur: Santo Tomás | Sureste: Real del Castillo  |

## Economía local
La principal actividad es la agricultura y la ganadería, aunque también existen varias maquiladoras importantes, además de lo cual se planea construir aquí el Ensenada Industrial Park.

## Educación
Maneadero es cuna de la educación agraria en la zona, por lo que se debe al Centro de Bachillerato Tecnológico Agropecuario n.° 198 (C.B.T.A. 198), además de tener una creciente demanda de esta.